# Lindsaea
Lindsaea, o maior gênero da família Lindsaeaceae, possui cerca de 180 espécies, das quais aproximadamente 50 são neotropicais. O gênero é caracterizado pelos eixos geralmente glabros e de cor clara, raques quilhados abaxialmente, amplamente sulcadas e venação laminar livres. Apesar de inicialmente descritas sob o gênero Adiantum, devido a semelhanças na morfologia dos segmentos e soros marginais, as espécies de Lindsaea possuem características que as diferenciam, como eixos alados e indúsios que se abrem em direção à margem dos segmentos.
As espécies da família geralmente habitam florestas tropicais primárias em altitudes baixas e médias, preferindo solos pobres em nutrientes.

## Diversidade e Distribuição
A sudeste da Colômbia, o extremo norte da Amazônia brasileira, e a região das Guianas são considerados centros de diversidade do gênero Lindsaea na região Neotropical. No Brasil, além da Amazônia, a Mata Atlântica é um importante centro de endemismo, com diversas espécies restritas à região.

## Relações filogenéticas dentro de Lindsaeaceae
Estudos de filogenia molecular demonstraram que a Lindsaeaceae é uma linhagem monofilética, sendo irmã das famílias Lonchitidaceae e Cystodiaceae. Essas três famílias formam a subordem Lindsaeineae, considerada a linhagem mais basal da ordem Polypodiales.

## Importância e lacunas
O gênero possui espécies representativas de ecossistemas diversos, incluindo florestas tropicais e regiões montanhosas. Apesar de sua relevância ecológica e filogenética, o conhecimento sobre sua diversidade e taxonomia permanece incompleto, especialmente no Brasil, onde novos levantamentos e análises são fundamentais para a compreensão da família.